# ESD活動支援センター
ESD活動支援センター（イーエスディーかつどうしえんセンター）は、環境省および文部科学省が設立した、ESD（Education for Sustainable Development＝持続可能な開発のための教育）活動を支援する組織である。

## 概要
持続可能な社会の実現に向け、ESD（持続可能な開発のための教育）に関わるマルチステークホルダーが、地域での取組を核としつつ、様々なレベルで分野横断的に協働・連携してESDを推進するための全国的なハブ機能の役割を担うことを目的として、2016年（平成28年）4月22日に設立された。

## 業務
下記を業務内容としている。
- ESD活動支援企画運営委員会の設置・運営に関すること
- ESD活動に関する相談・支援に関すること
- ESD活動に関する国内外の情報等の収集・発信に関すること
- ESD推進ネットワークの構築に関すること

## 運営団体
公益社団法人日本環境教育フォーラム（JEEF）が2024年度より運営している。なお、過去の運営団体は特定非営利活動法人持続可能な開発のための教育推進会議（ESD-J）および公益財団法人ユネスコ・アジア文化センター（ACCU）、公益財団法人日本環境協協会である。。

## 地方センター
地方ESD活動支援センター（地方センター）が、ESD活動支援センター（全国センター）や地方自治体、地域ESD活動推進拠点（地域ESD拠点）等との連携のもとに、ESD推進ネットワークの広域的なハブ機能を果たすべく、2017年度に全国8ブロックに開設されている。
- 北海道地方ESD活動支援センター
- 東北地方ESD活動支援センター
- 関東地方ESD活動支援センター
- 中部地方ESD活動支援センター
- 近畿地方ESD活動支援センター
- 中国地方ESD活動支援センター
- 四国地方ESD活動支援センター
- 九州地方ESD活動支援センター